# Кріс О'Дауд
Кріс О'Дауд (англ. Christopher O'Dowd; нар. 9 жовтня 1979, Бойл, Ірландія) — ірландський актор і комік. Здобув популярність як один з головних акторів серіалу «The IT Crowd». У 2019 році отримав винагороду Еммі за участь в серіалі «Сімейний шлюб»